# Ešnunna

Karte Babyloniens mit Eschnunna

Ešnunna oder Eschnunna (das heutige Tell Asmar) war ein sumerischer Stadtstaat. Es war die zentrale Stadt an der unteren Diyala in Sumer und hatte schon im 3. Jahrtausend v. Chr. Handelsbeziehungen zum damals noch nicht entwickelten Gebiet Elam. Der sumerische Einfluss dieser Stadt auf Elam war relativ bedeutend, da dort zeitweilig auch eine Unterwerfung unter die sumerische Herrschaft erwogen wurde. Zu dieser Unterwerfung kam es jedoch nicht. Eschnunna befand sich 12,6 Meilen nordwestlich von Tell Agrab und 15 Meilen nordwestlich von Tell Ishchali. Obwohl die Stadt im Diyala-Tal nordwestlich von Sumer lag, gehörte sie dennoch fest zum sumerischen Kulturmilieu. In archäologischen Abhandlungen wird sie manchmal als Ashnunnak oder Tuplias bezeichnet.
Eine weitere aus Inschriften bekannte Bezeichnung für die Stadt und ihr Umland ist „Land Tupliaš“ beziehungsweise Ašnunnak.

## Geschichte
Die Ursprünge Eschnunnas gehen auf eine nicht sumerische bzw. nicht semitische Bevölkerungsschicht zurück. Der ursprüngliche Name lautete Ischnun, woraus sich in der sumerischen Sprache Eschnunna (sumerisch für Heiligtum des Fürsten) bildete.
Interessant ist, dass offensichtlich auch Babylon (ursprünglich Babilla, dann Bab-ilim, Griech. Babylon) nicht sumerischen oder semitischen Ursprungs ist. Eschnunna war schließlich auch eine der ersten Städte, die sich während der III. Dynastie von Ur von der Zentralregierung lossagten. Dies wird durch das Ausbleiben von Urkunden des Ensi (mögl. Ituria) in Ur dokumentiert (im Jahr 3 des Königs Ibbi-Sin von Ur, um 2000 v. Chr.). Der Sohn Iturias, Ilschuilija, nannte sich in der Folgezeit „Mächtiger König des Landes Warium“ (das Diyala-Gebiet, das von Eschnunna beherrscht wurde). Die Königsbezeichnungen scheinen maßlos übertrieben und entsprachen nicht den tatsächlichen politischen Verhältnissen der damaligen Zeit. Eine Nachfolge von Ur konnte Eschnunna nicht antreten.

### Altbabylonische Zeit
Eschnunna existierte auch in der altbabylonischen Zeit zunächst noch als selbständiger Staat. Er erlangte unter der Regierung Narām-Sins Macht über große Teile Zentralmesopotamiens. Möglicherweise entstand auch während Narām-Sins Herrschaft der sog. Codex Eschnunna, eine Sammlung von Preisbestimmungen und Rechtsverordnungen. Dāduša kämpfte erfolgreich zusammen mit Šamši-Adad I. gegen den Stadtstaat Qabra. Nach dessen Tod errang Ibâl-pî-El II. bedeutende Siege gegen Assur und Mari.
Eschnunna geriet schließlich nach einem verlorenen Krieg auf der Seite der Elamiter (mit denen es Koalitionen einging), der Gutäer, Subartus und Malgiums 1763 v. Chr. und 1761 v. Chr. unter die Herrschaft Hammurapis von Babylon (30.–32. Jahr seiner Herrschaft).
Ende des 18. Jahrhunderts v. Chr. gab es unter den Nachfolgern Hammurapis Rebellionen der unterworfenen Städte, an denen auch Eschnunna beteiligt war. Šamšu-iluna von Babylon bezwang in seinem 20. Regierungsjahr die Krieger aus Eschnunna. Wenig später kam es zu erbitterten Abwehrkämpfen der Babylonier gegen die Kassiten, die aber unaufhaltsam in die babylonischen Gebiete vordrangen. Eschnunna hat als Stadt weiter existiert, verlor aber völlig seine politische Unabhängigkeit und spielte somit auf der (welt-)politischen Bühne keine Rolle mehr.

## Gebäude

### Šusîn-Tempel
Der Šusîn-Tempel (in früheren Publikationen als Gimilsin Tempel bezeichnet) wurde vermutlich von dem Statthalter von Ešnunna, Ituria, begonnen und von seinem Sohn und Nachfolger Ilushuilia fertiggestellt. Den Tempel hat Ituria für seinen Herrn, dem König Šu-Sin von Ur, welcher sich vergöttlichen ließ, gebaut. Westlich vom Tempel wurde später ein Palastgebäude gebaut, davor stand er frei. Westlich vom Palast befindet sich ein kleinerer Tempel, der als "Palastkapelle" bezeichnet wird und dessen gewidmete Gottheit unklar ist.
Der Šusîn-Tempel ist nach dem Prinzip des Hürdenhauses gebaut. Es lässt sich eine Achse von Cella, Vorraum und Tor ziehen. Der Tempel hat außergewöhnlich dicke Mauern und ist mit Würdenzeichen an Tor und Wänden verziert, während die "Palastkapelle" dünnere Wände, dafür aber eine höhere Raumanzahl hat. Es ist anzunehmen, dass die "Palastkapelle" für alltägliche Zwecke benutzt und der Šusîn-Tempel nur zu bestimmten Anlässen und nur von wenigen Personen genutzt wurde.
Nach der Ur-III-Zeit und den verschiedenen Umbauphasen des Palasts und Tempels standen die Tempelmauern weiterhin, die Räumlichkeiten wurden jedoch anderweitig verwendet.

### Abu-Tempel
Die Bezeichnung Abu-Tempel lässt vermuten, dass die mit diesem Namen bezeichnete Kultstätte der Gottheit Abu geweiht war. Die Zuweisung ist zurückzuführen auf einen Hortfund, der bei Grabungen im 20. Jahrhundert in der Nähe des Tempels entdeckt wurde. In einem gemauerten Versteck konnten Archäologen Kupfergefäße, die bei kultischen Handlungen eingesetzt worden waren, sicherstellen. Auf einem der Gefäße entdeckten sie den Namen des Gottes Abu. Sie vermuteten, dass die Gegenstände zum Eigentum des Tempels gehört hatten und gaben dem Komplex den Namen Abu-Tempel. Die Richtigkeit der Zuweisung ist jedoch nicht gesichert.
Henri Frankfort teilt die Baugeschichte der Kultstätte in drei Phasen ein:
1. Archaic shrine,
2. square temple und
3. single shrine.

#### Archaic shrine
Der erste Bau eines Tempels an dieser Stelle erfolgte in der späten Ǧemdet Nasr-Zeit um 3000 v. Chr. und wies einen unregelmäßigen Grundriss auf, der wohl der dicht bebauten Umgebung geschuldet war. Mit dem ersten Umbau nahm die Kultstätte die für diese Gebäude übliche Struktur an: ein lang gestreckter Raum, bei dem an der vom Eingang weit entfernten Schmalseite ein erhöht stehender Altar errichtet war. Davor lag ein niedriger Altar in runder oder viereckiger Form. Ein Seitenanbau mit Sakristei und Vorcella gehörten ebenso dazu wie ein Altar im Bereich des Vorhofs.

#### Square temple
Um an diesem Ort verschiedenen Gottheiten – darunter mindestens einer Göttin – huldigen zu können, wurden – so vermutet Heinrich – drei Heiligtümer mit weiteren Räumen so angeordnet, dass die Gebäude einen Hof umstanden. Dieses Gebäudeensemble wurde unter dem Namen „square temple“ bekannt. Unter dem Fußboden des Tempels entdeckten die Archäologen mehrere altfrühdynastische Rundplastiken von unterschiedlicher Größe, die sie in die Zeit zwischen 2800 und 2600 v. Chr. datierten. Dazu gehörten eine männliche, 72 cm hohe und eine weibliche, 59 cm hohe Weihefigur mit extrem großen Augen und sehr vereinfacht dargestellten Körpern.

#### Single shrine
Es konnte noch nicht geklärt werden, warum um 2400 v. Chr. – in frühdynastischer Zeit – die Bauweise vom „square temple“ aufgegeben und zu einem Heiligtum, das aus einem Raum und angefügter Sakristei bestand, zurückgekehrt wurde. Später – in akkadischer Zeit – wurde die als Herdhausform bezeichnete Architektur noch einmal verändert und der Kultraum mit einer ungewöhnlich dicken Mauer, die mit einem in der Mitte liegenden Durchlass ausgestattet war, in Vorraum und Cella getrennt. Sobald der Gläubige vom Vorraum aus auf die Cella zuging, sah er sich dem Kultbild unmittelbar gegenüber.

### Herrscherpalast
Der Palast der Herrscher von Ešnunna wurde von Ilušuilia, Iturias Sohn, neben den Tempel von Šusîn gebaut. Es handelt sich hierbei wohl um keine Residenz, sondern diente Verwaltungszwecken; eine eindeutig als solche erkennbare Wohnung gibt es nicht. Das Haupthaus des Palastes bestand aus einer dreiteiligen Anlage mit einem Mittelsaal, einem diesem vorgelagerten "Thronsaal" oder Empfangsraum, einem quadratischen Hof und einigen Nebenräumen. In der Halle des Mittelsaals und den anliegenden Räumen wurden Tontafeln gefunden, weshalb die Nebenräume von Lloyd als "government offices" interpretiert werden. Der Empfangsraum weist keinerlei Einrichtung auf, kann aber auf Grund seiner Lage zwischen Hof und Mittelsaal als solcher interpretiert werden. Nördlich des Empfangsraums befindet sich eine nachträglich eingebaute Treppe, die auf das Dach oder in ein Obergeschoss führte. Westlich vom Hof befindet sich die sogenannte "Palastkapelle", an der sich Einrichtungen zur Reinigung anschließen. Die Westecke des Palastes und die Nordwestseite des Hofes interpretiert Lloyd als das königliche Quartier, was Heinrich auf Grund der geringen Größe jedoch für unwahrscheinlich hält.
Auffallend an dem Palast ist, dass es nur die notwendigsten Einrichtungen für den normalen geschäftlichen Betrieb und einer bescheidenen Repräsentation besitzt und gleichzeitig mit einer reichlich ausgestatteten "Palastkapelle" verbunden und entworfen ist.
Der Palast wurde im Laufe der Zeit mehrere Male umgebaut, so dass unter anderem die "Palastkapelle" verschwand. Zur Zeit von Bilalama wurde der große Staatstempel säkularisiert und von dem Palast absorbiert, sodass die Gebäude miteinander verbunden waren. Neben ein paar Änderungen im Grundriss waren die Mauern größtenteils noch wie vorher vorhanden, der Platz wird jedoch für Werkstätten genutzt. Die Treppe nördlich des "Thronsaals" ist verschwunden, dafür gibt es ein neues Wohnquartier an der Westecke des Palastkomplexes, welches sich zum Teil über den Mauern der früheren "Palastkapelle" befindet. Von letzterer ist nicht mehr viel erhalten, an ihrer Stelle befindet sich nun ein Hof, der in den Haupthof führt, wobei der Sinn der Anlage nicht zu erkennen ist. Die Wohnanlage befindet sich auf einer Terrasse, die über eine Treppe zu erreichen ist. Es ist relativ klar, dass es sich hier um eine Wohnung handelt, aber ob es sich um die des Herrschers handelt, ist zu bezweifeln. Heinrich vermutet, dass das Gebäude immer mehr zweckentfremdet wurde und als ein gewerbliches Gebäude genutzt worden sein könnte.

### Der Nordpalast
Im Norden von Ešnunna, südlich angrenzend an eine als Stadtmauer bezeichnete Struktur, befindet sich ein Gebäude, das aufgrund seiner Größe (ca. 75 m Länge) und Zeitstellung von den Ausgräbern zunächst als Akkadian Palace, später als Northern Palace angesprochen wurde. Allerdings dürfte es sich nicht um einen Herrscherpalast handeln, da es keinen Thronsaal gibt. Das Gebäude hat wohl eher eine Art von Gewerbebetrieb beherbergt, in dem vielleicht Stein- und Keramikgegenstände angefertigt oder Stoffe gefärbt wurden. Außerdem dürfte es als Wohnung des Besitzers gedient haben. Interessant ist aber vielleicht im Gegensatz dazu die Beobachtung, das sich längs der östlichen Raumreihe nicht weniger als 5 Räume mit Anschluss an ein aufwändiges Abwassersystem – Heinrich nennt sie Aborte – und noch einige andere Stellen, an denen man sich waschen konnte, befunden haben und dass eine akkadische Tontafel, die sich im Schutt über der Ruine des Hauses befunden hat und deren Text von einem 'Frauenhaus' spricht, einen Hinweis auf die Art dieser gewerblichen Anlage geben könnte.

### Esikil-Tempel
Das Hauptheiligtum der Stadt war der Esikil genannte Tempel, der ursprünglich dem Gott Ninazu gewidmet war. In altbabylonischer Zeit stieg stattdessen Tišpak zum Hauptgott der Stadt auf.

### Frühdynastische Häuser
Als „Private house area“ bezeichnet man ein Areal (J-K 18 – 21) in Ešnunna, das keine öffentlichen Gebäude, dafür jedoch private Wohnhäuser der frühdynastischen Zeit enthielt. Es wird von einer Hauptstraße durchzogen, der sogenannten „Middle Road“, an der die größten (und vermutlich wohlhabendsten) der Häuser gelegen waren. Die kleineren, ärmeren Häuser wurden in den übrigen Zwischenräumen errichtet. Die frühdynastischen Schichten (Schicht Va und Vbc) beginnen unter Abfallschichten der Akkadzeit. Sie werden markiert durch das Vorkommen plankonvexer Ziegel. Beinahe alle Hausgrundrisse waren von zwei Faktoren geprägt: das Bestehen früherer Mauern und der Platz, der zwischen bestehenden Bauten und Straßen übrigblieb. Bestehende Mauern wurden als Fundamente für neue Gebäude genutzt, im Gegensatz zu öffentlichen Bauten, denen stets „frische“ Fundamente angelegt wurden. Man unterscheidet vier Haustypen, die aufeinander aufbauen:
- Den „single-flanked mainroom“-Typ, bestehend aus einem großen Raum, am Ende flankiert von zwei kleineren Räumen (alle Beispiele aus Schicht Va).
- Den „double-flanked main room“-Typ, der durch Anbauen eines Bereiches an der Front („frontroom“) entsteht (Schicht Va und IVb).
- Den „fully-flanked main room“-Typ, bei dem zusätzliche Räume an den noch freiliegenden Seiten angebaut werden (Schicht V-III).
- Und das sogenannte „composite house“, welches durch eine Vergrößerung mittels „Ansetzen“ eines weiteren Hauses entsteht (z. B. Arch House Schicht Vc-a).
Die Häuser bestanden fast ausschließlich aus ungebrannten Ziegeln unterschiedlicher Größe und Form. Auch die Dicke der Mauern konnte variieren. In Schicht Vc-a wurden Plankonvexe Ziegel verschiedener Größe verwendet, die in einem typischen Fischgrätenmuster verlegt waren. Die Böden bestanden in der Regel aus Stampflehm, seltener gab es eine Bedeckung aus Gips.
Anhand der Hausgröße lassen sich drei unterschiedliche Nutzungsweisen der Räume bestimmen:
- Der gesamte Komplex misst weniger als 40 m² und besteht aus einem, maximal zwei Räumen mit stallähnlichem Charakter. Diese Räume dienten wohl eher als Shop oder Stall anstatt als Wohnungen.
- Dieser Typ misst zwischen 40–100 m². Hier wohnten Familien in einer „single-suite“ mit frei miteinander verbundenen Räumen.
- Dieses Haus misst über 130–140 m² und wurde zweierlei genutzt a) als große „single-suite“ Häuser von wohlhabenden Familien und b) als große „multi-suite“ Wohnungen für Großfamilien.
Während diese „multi-suite“ Wohnungen von Großfamilien in der Nähe von Tempeln oder öffentlichen Gebäuden gestanden haben, wohnten ärmere Familien weit weg von diesen wohlhabenden Bezirken in beengten Vierteln. Großfamilien besaßen demzufolge erheblichen Reichtum und einen gewissen Status in ihrer Gemeinschaft.
Gekocht wurde an zwei Orten im Haus a) in Räumen mit Türöffnungen oder Fenstern nach außen und b) in großen zentralen unbedachten Höfen, da dort eine angemessene Belüftung stattfand. Kochgefäße und hitzeproduzierende Einrichtungen (wie Herd und Ofen) wurden an diesen Orten gefunden. Ebenso wie Servier- und Essschalen. Gekocht, serviert und gegessen wurde demnach in den gleichen Bereichen des Hauses. Da sich keine Gräber im Haus fanden, wird eine Bestattung außerhalb der Stadtmauern vermutet. Vereinzelte Wertsachen (wie Halbedelsteine, Metallschmuck, Gefäße, Steinskulpturen) wurden dünn verstreut in allen Raumtypen aufgefunden. Siegel und Siegelabdrücke fanden sich hingegen vor allem in zentral gelegenen Räumen. In Schicht Va wurden sie ausschließlich in „front rooms“ und Zentralräumen gefunden. Eine Erklärung dafür wäre das Empfangen von nichtverwandten Personen und Geschäftsabschlüssen in ebendiesen Räumen. In besonders großen Häusern fanden sich zudem erste sanitäre Einrichtungen.
Arched House
Im besonders gut erhaltenen „Arched house“ sind ein Türbogen und ein Fenster erhalten. Das Haus liegt nordwestlich der Mittelstraße und war eines der wohlhabenderen Häuser. Es bestand über fast alle dort belegten Epochen in nur leicht veränderter Form. Es hat seinen Namen von einigen gut erhaltenen, mit Bogen versehenen Türöffnungen. Die Türmaße variieren von 0,45 bis 1,50 m Breite, der Durchschnitt beträgt ca. 70 cm. Die Fenster waren eher schmal (ca. 25 cm). Über die Art der Bedachung kann nicht viel gesagt werden, da keine aussagekräftigen Reste erhalten sind. Typische Feuerstellen waren z. B. ein offener Herd in einer Mulde im Boden oder eine V-förmige Konstruktion aus gebrannten Ziegeln, aber auch kleine geschlossene Backöfen.

## Funde
Bei den Funden in Ešnunna handelt es sich unter anderem und Steinskulpturen von Männern, Frauen und Tieren. Gefunden hat man sie, teilweise fragmentarisch, in dem Singel-Shrine Tempel und Square Temple des Abu Tempel. Unmittelbar in ihrer Nähe fand sich eine tiefe Bank, eingefasst in die Tempelwand. Dies lässt vermuten, wie parallele Funde in Aššur zeigen, dass die Skulpturen auf dieser platziert waren. Ebenso könnte es sich bei der Bank jedoch auch um eine Art Stauraum für Statuen gehalten haben, die aufgrund von Platzmangel und Rangunterschiede gelagert wurden. Die genaue Verwendung der Statuen konnte anhand von Inschriften auf Schultern einiger fast komplett erhaltenen Skulpturen festgestellt werden. Diese kennzeichneten die Statuen als personifizierte Opfergaben von Menschen an ihren Gott. Im Gegenzug baten die Hersteller der Statuen dann um Glück und gesundes Leben. Neben diesen personifizierten Statuen wurden auch solche gefunden, die eine Halterungsvorrichtung besaßen (Mythological Figures). Bei diesen handelte es sich vermutlich um Tempelinventar, auf oder in die man Opfergaben stellte oder legte. Einteilen lassen sich die personifizierten Skulpturen in zwei Perioden:
1. Frühdynastische Zeit II.
2. Frühdynastische Zeit III.

### Frühdynastische Zeit II

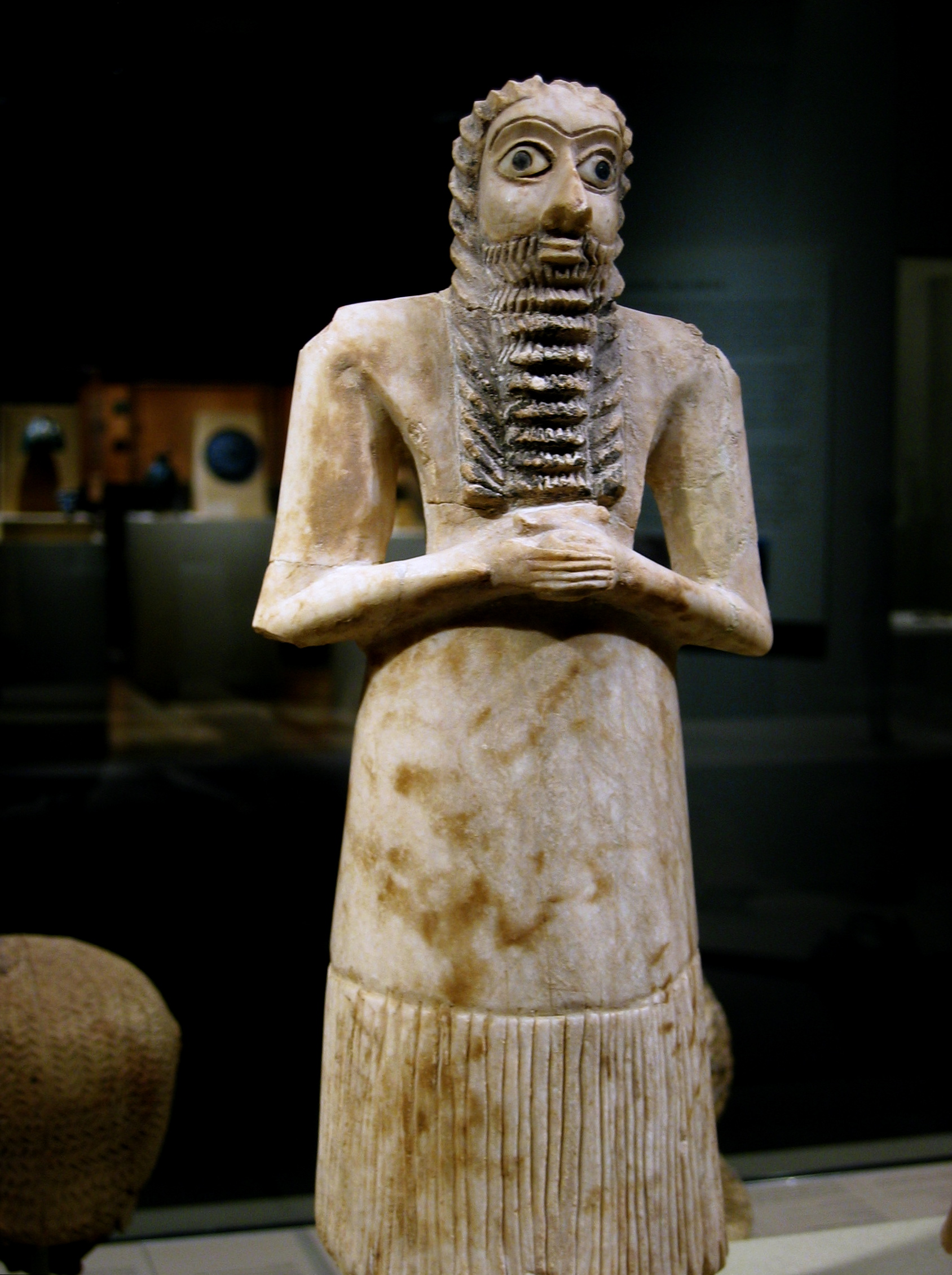
Mesopotamia male worshiper 2750-2600 B.C

Die Körper waren sehr abstrakt und geometrisch gehalten, da man noch nicht das feinere Handwerk der Stein- und Metallverarbeitung kannte. Der Oberkörper ist quadratisch mit leicht eingravierten Muskeln und einer geraden Linie auf dem Rücken, der die Struktur darstellen soll. Die Haare sind mittig gescheitelt und fallen auf die Schultern. Der Bart ist strukturiert und bemalt in einer schwarzen oder braunen Farbe um sich von dem Rest des Gesichtes klar abzugrenzen. Die Augen waren groß und durch eine Gravurumfassung der Augenhöhlen stark hervorgehoben. Je nach Skulptur gab es individuelle Unterschiede und Charakteristika, die den Besitzer und die damit dargestellte Person genauer beschreiben sollten.

### Frühdynastische Zeit III
Die Formen wurden flüssiger mit geschmeidigeren Übergängen. Neben den bereits vorhandenen und eingezeichneten Brustmuskeln wurden nun auch die Schlüsselbeine und der Ansatz am Nacken zum Kopf ausgearbeitet und angezeigt. Die Haare und der Bart wurden filigraner und erhielten natürlichere Verläufe. Die Augen waren geschmeidiger mit dem Gesicht verbunden. Die Künstler und Bildhauer legten zudem viel mehr Wert auf die individuellen Merkmale ihrer Modelle.
Ähnliche Funde konnten auch in anderen Städten gemacht werden. Neben Hafagi wurden Skulpturen der Frühdynastischen Zeit III auch noch in Lagasch und Aššur gefunden, ebenso wie die zwei Statuen des Lugalkisalsi aus Uruk.

### Frauen
Diese waren etwas einfacher für die Bildhauer zu formen, da der meiste Teil des Körpers mit einem Tuch bedeckt war, so dass man nur die Struktur dieses Tuches ansatzweise darstellen musste. Die Haare und Schmuck dieser Statuen waren daher teils aufwendiger und detaillierter als die der männlichen. Doch auch hier sind die Unterschiede zwischen II. und III. Periode deutlich sichtbar, da in der III. Periode auch die Figur der Frauen deutlicher hervorgehoben wurde.